# Buddy Young
Claude Young, detto Buddy (Chicago, 5 gennaio 1926 – Terrell, 5 settembre 1983), è stato un giocatore di football americano statunitense che ha giocato nel ruolo di running back nella National Football League (NFL).

## Carriera

### New York Yankees (AAFC)
Young giocò dieci anni nel football professionistico. Nel 1947 fu scelto nel draft dai New York Yankees della All-America Football Conference. Nel 1950, assieme a diversi altri giocatori della squadra, passò ai New York Yanks della National Football League quando la AAFC chiuse i battenti.

### New York Yanks/Baltimore Colts
Gli Yanks si trasferirono a Dallas dopo la stagione 1951, divenendo noti come Dallas Texans. La squadra si trasferì nuovamente nel 1952, questa volta diventando i Baltimore Colts, con cui Young rimase sino al termine della carriera professionistica.
Young fu un giocatore pericoloso in diversi ruoli: per cinque volte in carriera superò le 1.000 yard totali, venendo convocato per il Pro Bowl nel 1954. In dieci anni di carriera mantenne una media di 4,6 yard a corsa e 15 yard a ricezione, oltre a 28 di media nei ritorni di kickoff. In una gara del 1953 contro i Philadelphia Eagles, ritornò il kickoff di apertura per 104 yard in touchdown, all'epoca il secondo più lungo della storia.

## Palmarès
- Convocazioni al Pro Bowl: 1

1954
- Numero 22 ritirato dai Baltimore Colts
- College Football Hall of Fame

## Statistiche
AAFC+NFL
| Yard corse             | 2.727 |
| Touchdown su corsa     | 17    |
| Yard ricevute          | 2.711 |
| Touchdown su ricezione | 21    |